# Веле

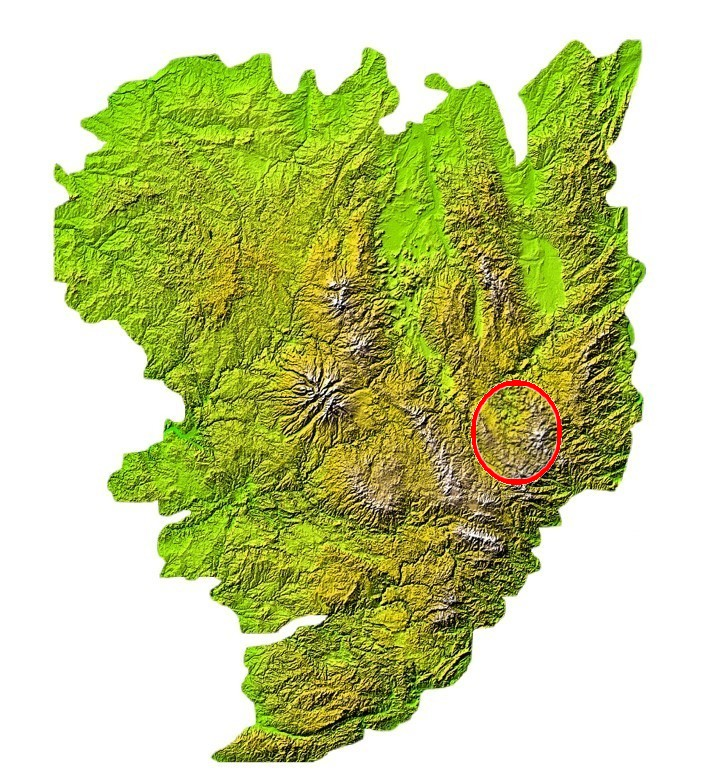
Веле́ на карте Центрального горного массива Франции

Веле́ (фр. Velay; окс. Velai; лат. Velania) — географическая область во Франции, в восточной части Центрального горного массива; часть исторической провинции Лангедок, после французской революции входит в территорию департамента Верхней Луары и административный регион Овернь. Главный город — Ле-Пюи-ан-Веле. Жители области зовутся велауны (Velauniens) или веллавы (Vellaves).

## История
Римляне, покорив Веле, включили этот край в первую Аквитанию, и тогда главным городом был Рвессио (Ruessium или Ruessio, ныне Saint-Paulien). Вестготы покорили область в 472 году, а франки в 507 году. Жители Веле подвергались жестоким преследованиям со стороны вестготских королей, ревностных последователей арианства, однако сохранили свою католическую веру.
В 729 году мавры, а в 863 году норманны жестоко опустошили край; последним приписывают разрушение города Рвессио.
Веле принадлежала попеременно графам Тулузским и Овернским, и весьма страдала от частых войн. В 1229 году, вследствие войны против альбигойцев, большая часть Лангедока, включая Веле, была отдана Раймондом Тулузским королю Людовику IX.
В замке Эспали Карл VII был провозглашён королём. В XVI веке войны за веру опустошили Веле, из-за того, что жители принимали в них большое участие и долго сопротивлялись Генриху IV. В 1754 году разбойник Мандрен держал в страхе весь край.
До 1789 года Веле управлялся своими штатами (états particuliers), собиравшимися ежегодно для назначения податей и рассматривания всего, касающегося общественной пользы. Возглавлял их епископ города Пюи. Решения штатов подвергались рассмотрению провинциальных генеральных штатов.